# Italia turrita

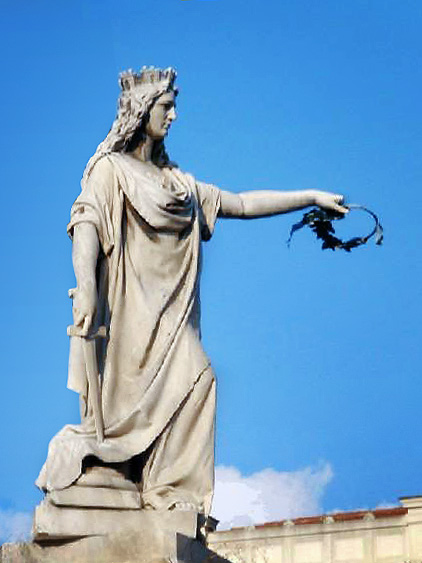
Statue de lItalia turrita à Reggio de Calabre.

L'Italia turrita est une figure allégorique féminine personnifiant l'Italie.
Sa principale caractéristique est une couronne murale (turrita en italien, « avec des tours » en français) – ceinte sur la tête d'une jeune femme  -  typique de l'héraldique civique italienne d'origine communale. De façon plus générale, la couronne symbolise son histoire essentiellement urbaine.
Le personnage féminin est composé d'attributs typiquement méditerranéens avec un visage souriant, les cheveux foncés et une beauté élégante et idéalisée. Elle tient souvent dans ses mains un bouquet d'épis de blé (un symbole de fertilité et de référence à l'économie agraire), ou bien une épée ou une balance, symbole de la justice ; au cours de la période fasciste, elle a tenu un faisceau de licteur.
Au-dessus de sa tête couronnée est souvent représentée une étoile à cinq branches, ancien symbole séculaire de l'Italie qui était censé protéger la nation, connue sous le nom de Stellone d'Italia. Icône du Risorgimento, elle a été aussi utilisée dans les armoiries du royaume d'Italie de 1870 à 1890, puis adoptée comme élément dominant de l'emblème de la République italienne en 1948.
En fait, la figure allégorique de l'Italie : une femme drapée avec une couronne de tours et une corne d’abondance, existe depuis l’époque romaine. Dans les temps modernes, précisément à partir de 1603, cette figure allégorique est associée à l’étoile d’Italie, le plus ancien symbole de l’identité du sol italien. Ainsi, la personnification allégorique de l’Italie est aujourd’hui une figure féminine avec une couronne de tours surmontée d’une étoile.

## Autres représentations
- au dos de la carte d'identité italienne (it).
- la série de timbres d'usage courant dite  monnaie syracusaine.
- au recto  de la pièce de 50 lire (it), 100 lire (it) et 1000 lire.
- cachet du tampon sur la carte d'électeur lors d'un vote.